# 木里大寺
28°09′58″N 100°50′51″E / 28.166°N 100.8475°E

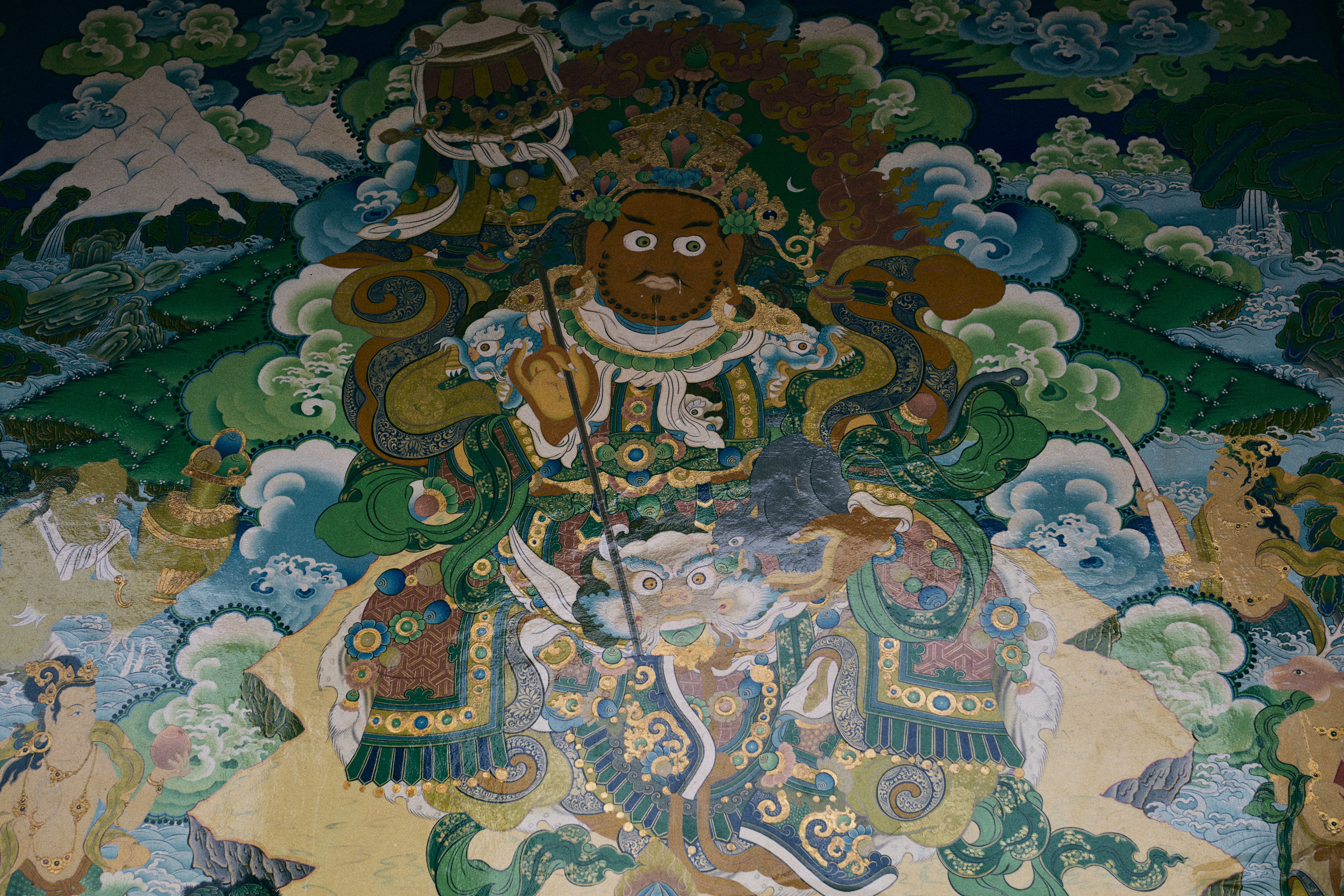
木里大寺的壁画

木里大寺是一座位於四川省木里縣瓦厂镇的藏传佛教格鲁派寺庙，驻有木里活佛，属香根活佛。原木里大寺于清顺治十七年（1660）建成，后在文化大革命中被毁。1987年重修。2004年增補為第六批四川省文物保護單位。